# Фенилнатрий
Фенилнатрий — металлоорганическое соединение натрия с формулой NaC6H5, бесцветные кристаллы, самовоспламеняющиеся на воздухе.

## Получение
- Реакция дифенилртути и металлического натрия:

{\displaystyle {\mathsf {2Na+Hg(C_{6}H_{5})_{2}\ {\xrightarrow {}}\ 2NaC_{6}H_{5}+Hg}}}
- Реакция хлорбензола и металлического натрия:

{\displaystyle {\mathsf {2Na+C_{6}H_{5}Cl\ {\xrightarrow {}}\ NaC_{6}H_{5}+NaCl}}}
- Реакция этилнатрия с бензолом:

{\displaystyle {\mathsf {NaC_{2}H_{5}+C_{6}H_{6}\ {\xrightarrow {T}}\ NaC_{6}H_{5}+C_{2}H_{6}}}}

## Физические свойства
Фенилнатрий образует бесцветные кристаллы, самовоспламеняющийся на воздухе. При медленном окислении флуоресцирует.
Устойчивый к нагреванию.

## Химические свойства
- Реагирует с водородом:

{\displaystyle {\mathsf {NaC_{6}H_{5}+H_{2}\ {\xrightarrow {T}}\ NaH+C_{6}H_{6}}}}
- Реагирует с этанолом:

{\displaystyle {\mathsf {NaC_{6}H_{5}+C_{2}H_{5}OH\ {\xrightarrow {T}}\ NaOC_{2}H_{5}+C_{6}H_{6}}}}

## Применение
Находит ограниченное применение в органическом синтезе.